# Jaupaci
Jaupaci (zuvor: Monchão do Pacu, auch: Jaú, Cipó) ist ein brasilianisches Município im Bundesstaat Goiás. Sie liegt westsüdwestlich der brasilianischen Hauptstadt Brasília und 215 km von Goiânia, der Hauptstadt des Bundesstaates. Die Einwohner werden auf Portugiesisch jaupacino genannt.

## Etymologie
Der erste Name, der dem Ort gegeben wurde, war Monchão do Pacu, da es in diesem Gebiet reichlich dieses Fisches gab. Er war auch unter den Namen Jaú und Cipó bekannt. Der Name Jaupaci leitet sich hingegen von den drei Flüssen ab, die in den Rio Claro münden: Jaú, Pacu und Cipó.

## Demographie
Die Einwohnerzahl betrug bei der brasilianischen Volkszählung 2022 2.924 und bei der amtlichen Schätzung 2024 war sie 2.946.

## Geschichte
Das Munizip Jaupaci hat seinen Ursprung im Diamantenabbau, als sich 1948 am Ufer des Rio Claro ein Lager von Goldgräbern bildete. Im Jahr 1951 zogen mehrere Familien dorthin, darunter die Familie von Herrn João Paraíba oder einfach „o Paraibano“, die vom wertvollen Erz angezogen wurden und sich schließlich dort niederließen, wodurch die Region immer mehr bevölkert wurde.
Durch das Landesgesetz (Lei Estadual) Nr. 2.111 vom 14. November 1958 wurde es zum Municipio und zum Distrikt mit dem Namen Jaupaci (ehemals Dorf - ex-povoado) von Monchão do Pacu erhoben und von Iporá abgetrennt. Der Sitz ist im heutigen Distrikt Juapaci. Seit 1. Januar 1959 bestand das Munizip aus dem Hauptdistrikt.

## Geographie
Das Municipio lag in der Mesoregion Zentral-Goiás und in der Mikroregion Iporá. Seit 2017 liegt es in der Região intermediária São Luís de Montes Belos - Iporá und der Região imediata Iporá.
Die Stadt hat ein tropisches Klima und wird vom Fluss Claro durchflossen, der eine der touristischen Attraktionen der Stadt ist. Von Juni bis August ist er die Hauptattraktion, die den lokalen Handel begünstigt. Es gibt einen weißen Sandstrand mit Flaggen und einem umweltfreundlichen Bereich mit Mülleimern, Ständen mit Kokosnusswasser und verschiedenen Speisen und Getränken, der Menschen aus allen Teilen des Bundesstaates anzieht.
Jaupaci grenzt
- im Nordosten an das Municipio Fazenda Nova
- im Südosten an Israelândia
- im Süden an Iporá
- im Westen an Diorama
- im Nordwesten an Montes Claros de Goiás

## Bildung
Im Jahr 1960, während der ersten Amtszeit von Bürgermeister Geraldo de Oliveira, wurden vier Klassenzimmer gebaut und die Schule wurde von einer isolierten Schule namens Getúlio Vargas zu einer Schulgruppe namens Grupo Escolar Getúlio Vargas umgewandelt. Im Jahr 1962 zerstörte ein Sturm die Dachziegel und das Holz. Bürgermeister Geraldo de Oliveira nutzte die Renovierung, um zwei weitere Klassenzimmer anzubauen, die im März 1963 eingeweiht wurden.

## Politik
Laerte Dourado dos Santos (PSD) war von 2017 bis 2020 der Prefeito des Munizips. Laerte Dourado dos Santos (UNIÃO) war von 2021 bis 2024 der Bürgermeister. Von 2025 bis 2028 ist Edevaldo Batista Guimarães Filho der Prefeito.

## Religion
Die örtliche Pfarrei St. Antonius (Santo Antônio) gehört zum katholischen Bistum São Luís de Montes Belos.